# ریوتو ایگوچی
ریوتو ایگوچی (ژاپنی: 井口 綾人؛ زادهٔ ۲۱ ژانویهٔ ۲۰۰۱) یک بازیکن فوتبال اهل ژاپن است.
از باشگاه‌هایی که در آن بازی کرده‌است می‌توان به باشگاه فوتبال ریوکیو اشاره کرد.